# Еглен (Приморски Алпи)
Еглен (фр. Aiglun) насеље је и општина у Француској у региону Прованса-Алпи-Азурна обала, у департману Приморски Алпи која припада префектури Грас.
По подацима из 2011. године у општини је живело 92 становника, а густина насељености је износила 5,99 становника/km². Општина се простире на површини од 15,37 km². Налази се на средњој надморској висини од 624 метара (максималној 1.541 m, а минималној 373 m).

## Демографија
| 1962. | 1968. | 1975. | 1982. | 1990. | 1999. | 2011. |
| ----- | ----- | ----- | ----- | ----- | ----- | ----- |
| 42    | 50    | 70    | 94    | 91    | 106   | 92    |

График промене броја становника у току последњих година